# The Encyclopedia of Science Fiction
The Encyclopedia of Science Fiction (SFE, littéralement : L'Encyclopédie  de la science-fiction) est un ouvrage de référence en anglais sur la science-fiction, publié pour la première fois en 1979. En octobre 2011, la troisième édition a été mise à disposition gratuitement en ligne, puis, dix ans plus tard, en octobre 2021, la quatrième.

## Histoire

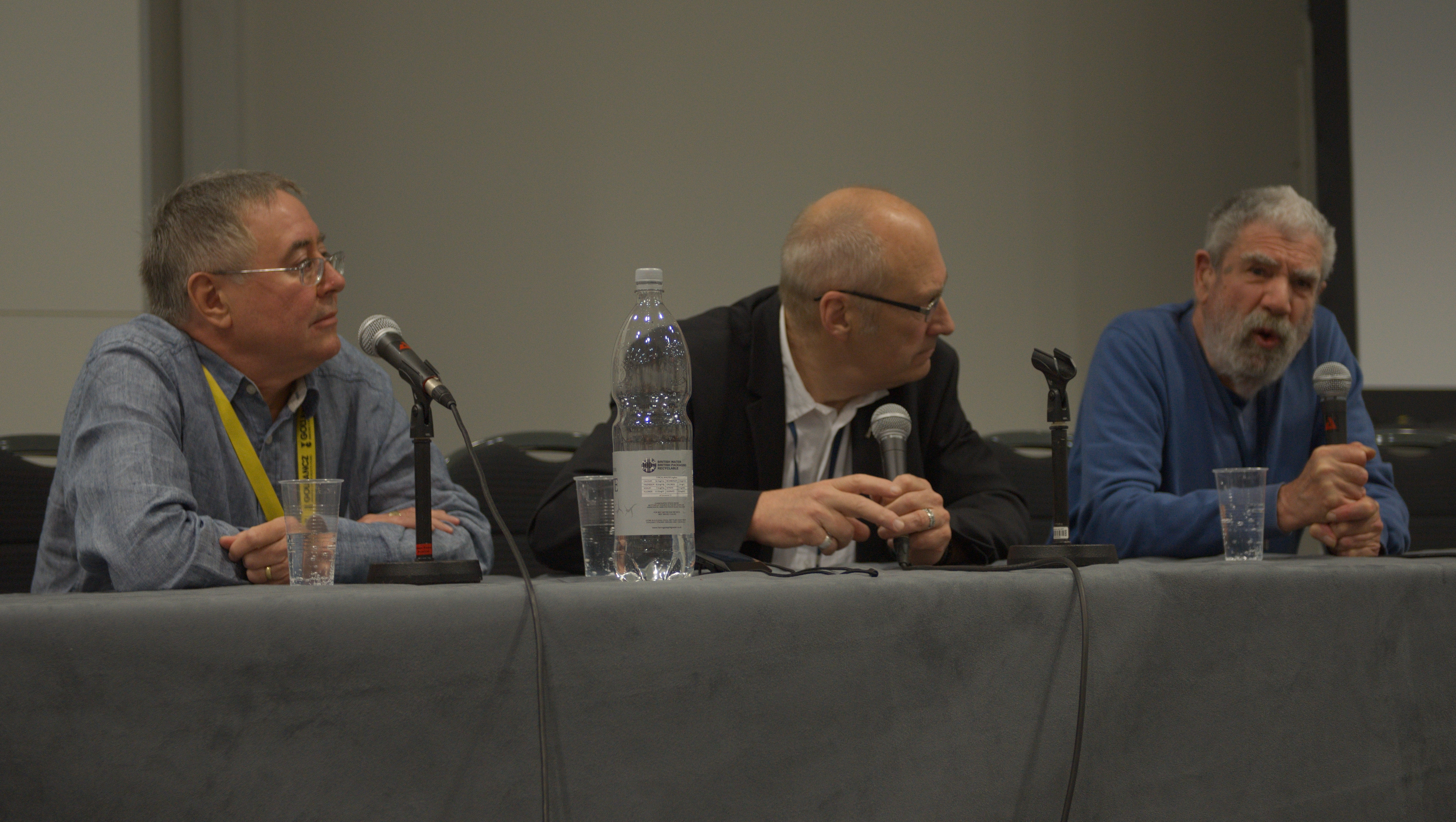
Malcolm Edwards, John Clute et Peter Nicholls discutant des débuts de lEncyclopedia of Science Fiction à Loncon 3, Worldcon 2014.

La première édition, éditée par Peter Nicholls avec John Clute, été publiée par Granada en 1979. Il a été rebaptisé The Science Fiction Encyclopedia lorsqu'il a été publié par Doubleday aux États-Unis. Accompagnant son texte, de nombreuses photographies en noir et blanc illustrant des auteurs, des couvertures de livres et de magazines, des photos de films et de télévision et des exemples de travaux d'artistes. 
Une deuxième édition, éditée conjointement par Nicholls et Clute, a été publiée en 1993 par Orbit au Royaume-Uni et St. Martin's Press aux États-Unis. La deuxième édition contenait 1,3 million de mots, soit près du double des 700 000 mots de l'édition de 1979. L'édition de poche de 1995 comprenait un addendum de seize pages (daté du 7 août 1995). Contrairement à la première édition, les versions imprimées ne contenaient pas d'illustrations. Il y avait aussi une version CD-ROM en 1995, sous le nom de The Multimedia Encyclopedia of Science Fiction et Grolier Science Fiction. Celui-ci contenait des mises à jour de texte jusqu'en 1995, des centaines de couvertures de livres et de photos d'auteurs, un petit nombre de vieilles bandes-annonces de films et des clips vidéo d'auteurs tirés de la série Prisoners of Gravity de TVOntario. 
Le volume d'accompagnement, publié après la deuxième édition imprimée et suivant de près son format, est The Encyclopedia of Fantasy édité par John Clute et John Grant. 
En juillet 2011, Orion Publishing Group annonce que la troisième édition de The Science Fiction Encyclopedia sera publiée en ligne plus tard cette année-là par SFE Ltd en association avec Victor Gollancz, la marque d'Orion dédiée à la science-fiction. Le texte « en version bêta » de la troisième édition lancé en ligne le 2 octobre 2011, avec les éditeurs John Clute, David Langford, Peter Nicholls (comme rédacteur émérite jusqu'à sa mort en 2018) et Graham Sleight. L'encyclopédie est mise à jour régulièrement (généralement plusieurs fois par semaine) par l'équipe éditoriale avec du matériel rédigé par eux-mêmes et fourni par des universitaires et des experts en science-fiction. Elle a reçu le prix Hugo du meilleur travail connexe en 2012. Bien que le SFE soit un travail composite avec un nombre considérable de contributeurs, les trois principaux éditeurs (Clute, Langford et Nicholls) ont eux-mêmes écrit près des deux tiers des 5,2 millions de mots à ce jour (septembre 2016), donnant un sentiment d'unité à la totalité.
La quatrième édition est publiée en octobre 2021, et le site web d'accompagnement est révisé.

## Contenu
The Encyclopedia of Science Fiction contient des entrées dans plusieurs catégories : auteurs, thèmes, terminologie, science-fiction dans divers pays, films, cinéastes, télévision, magazines, fanzines, bandes dessinées, illustrateurs, éditeurs de livres, anthologies originales, récompenses et divers.  
L'édition en ligne de l'Encyclopedia of Science Fiction est publiée en octobre 2011 avec 12 230 entrées, totalisant 3 200 000 mots. Les éditeurs ont prédit qu'il contiendrait 4 000 000 mots à la fin de la première série de mises à jour à la fin de l'année 2012 ; ce chiffre a effectivement été atteint en janvier 2013, puis 5 000 000 mots en novembre 2015.

## Publications
- Peter Nicholls, The Encyclopedia of Science Fiction : An Illustrated A to Z, St Albans, Herts, UK, Granada Publishing Ltd., 1979, 672 p. (ISBN 978-0-246-11020-6), p. 672[9] ;
- John Clute et Nicholls, Peter, The Encyclopedia of Science Fiction, Londres, Orbit Books, 1993, 1370 p. (ISBN 978-1-85723-124-3), xxxvi + 1370[10] ;
- John Clute et Nicholls, Peter, The Encyclopedia of Science Fiction, New York, St. Martin's Press, 1995, 1386 p. (ISBN 978-0-312-13486-0), xxxvi + 1386[10] ;
- John Clute et Nicholls, Peter, The Multimedia Encyclopedia of Science Fiction, Danbury, CT, Grolier Science Fiction, 1995 (ISBN 978-0-7172-3999-3)[10] ;
- John Clute et Nicholls, Peter, The Encyclopedia of Science Fiction, Londres, Orbit Books, 1999, 1396 p. (ISBN 978-1-85723-897-6), xxxvi + 1396[10] ;
- John Clute, Langford, David, Nicholls, Peter et Sleight, Graham, The Encyclopedia of Science Fiction, Londres, Gollancz, 2011 (lire en ligne).